# Olvena
Olvena és un municipi aragonès situat a la província d'Osca i enquadrat a la comarca del Somontano de Barbastre. Està situat al costat del curs del riu Éssera (dalt del congost d'Olvena, a 522 metres d'altitud), en les proximitats de la desembocadura en el Cinca. El municipi està accidentat en el sector meridional per la serra de la Corrodella.
La temperatura mitjana anual és de 13,3 °C; i la precipitació anual, 575 mm.
La població l'any 1998 era de 55 habitants.

## Arqueologia
Hi ha abundants restes en el municipi des d'època prehistòrica, com la Cova del Moro, i restes d'època romana, com un pont de pedra.